# Answer (álbum)
Answer é um álbum de Angela Aki lançado em 25 de fevereiro de 2009. Foi lançado em duas edições que foram uma apenas em CD e outra e CD + DVD. Answer alcançou a primeira posição no ranking semanal da Oricon, onde permaneceu na primeira posição por uma semana.

## Lista de faixas

### CD
| #  | Título                                                       |
| -- | ------------------------------------------------------------ |
| 1  | "Tegami ~haikei juugo no kimi e~" (手紙 ～拝啓 十五の君へ～) |
| 2  | "Knock'in On Heaven's Door"                                  |
| 3  | "ANSWER"                                                     |
| 4  | "Somebody Stop Me"                                           |
| 5  | "Daria" (ダリア)                                             |
| 6  | "final destination"                                          |
| 7  | "Our Story"                                                  |
| 8  | "Tasogare" (黄昏)                                            |
| 9  | "We're All Alone"                                            |
| 10 | "Reflection" (リフレクション)                                |
| 11 | "Requiem" (レクイエム)                                       |
| 12 | "Black Glasses"                                              |
| 13 | "Fighter" (ファイター)                                       |

### DVD[2]
| #      | Título                                                                                                |
| ------ | --- |
| DVD-01 | "Tegami ~haikei tabidatsu kimi e~ Sotsugyou (music film)" (手紙～拝啓 旅立つ君へ～卒業 (music film))  |
| DVD-02 | "Tegami ~haikei tabidatsu kimi e~ Sotsugyou (Karaoke)" (手紙～拝啓 旅立つ君へ (映像カラオケ))         |
| DVD-03 | "Tegami ~haikei tabidatsu kimi e~ Sotsugyou (Karaoke)" (手紙～拝啓 旅立つ君へ～ (ミュージックビデオ)) |